# Хесо фон Баден-Хахберг
Хесо фон Баден-Хахберг (на немски: Hesso von Baden-Hachberg; † 12 септември 1409/12 май 1410) е от 1386 до 1410 г. маркграф на Баден-Хахберг и господар на Хьоинген.

## Биография
Той е третият син на маркграф Хайнрих IV фон Баден-Хахберг († 1370) и Агнес фон Юзенберг († 1356), дъщеря на Буркард IV фон Юзенберг († 1336).
След смъртта на брат му Ото I през 1386 г. той поема Баден-Хахберг заедно с брат си Йохан († 1409). През 1389 г. братята разделят господството Хахберг.

## Фамилия
Първи брак: с Агнес фон Хоен-Геролдсек (* пр. 1365; † сл. 1404), дъщеря на Хайнрих III фон Геролдсек-Тюбинген († 1376/1378) и Катарина фон Хорбург († 1336). Те имат децата:
- Хайнрих († 27 декември 1399); 1390 сгоден за Маргарета фон Малтерер/Неленбург (умира преди да се ожени)
- Хесо († 13 май 1406)
- Ото († пр. 8 май 1418), последният маркграф на Баден-Хахберг, байлиф на Ендинген
- Агнес († 2 февруари 1425), омъжена пр. 28 април 1418 г. за граф Фридрих III фон Ортенбург (+ 1418/1420)

Втори брак: ок. 20 април 1381 г. в Херенберг с Маргарета фон Тюбинген († сл. 25 юли 1414), дъщеря на граф, пфалцграф Конрад II фон Тюбинген-Херенберг († 1382/1391) и Верена фон Фюрстенберг-Баар († сл. 1391). Те имат една дъщеря:
- Маргарета († 1417/1426), омъжена на 25 юли 1405 за граф Фридрих IX фон Лайнинген († 1437).